# یواس‌اس بارتون (دی‌دی-۷۲۲)
یواس‌اس بارتون (دی‌دی-۷۲۲) (به انگلیسی: USS Barton (DD-722)) یک کشتی بود که طول آن ۳۷۶ فوت ۶ اینچ (۱۱۴٫۷۶ متر) بود. این کشتی در سال ۱۹۴۳ ساخته شد.